# Björn Rothstein (Germanist)
Björn Rothstein (* 17. August 1976 in Tübingen) ist ein deutscher Germanist.

## Leben
Er studierte bis 2003 Deutsch, Französisch und Schwedisch auf Lehramt. Er wurde in theoretischer Linguistik und germanistischer Sprachdidaktik promoviert und habilitiert. Seit 2009 ist er W2-Professor für Germanistische Sprachdidaktik an der Ruhr-Universität Bochum.

## Schriften (Auswahl)
- The perfect time span: On the present perfect in German, Swedish and English. 2006 (englisch).
- Sprachintegrativer Grammatikunterricht: Zum Zusammenspiel von Sprachwissenschaft und Sprachdidaktik im Mutter- und Fremdsprachenunterricht. Stauffenburg, Tübingen 2010, ISBN 978-3-86057-189-7.
- Tempus. Winter, Heidelberg 2017, ISBN 978-3-8253-6747-3.
- mit Christina Guedes Correia: Deutsch-Checker. Schneider, Baltmannsweiler 2020, ISBN 978-3-8340-2044-4.[2]